# 1984-es fedett pályás atlétikai Európa-bajnokság
Az 1984-es fedett pályás atlétikai Európa-bajnokságot Göteborgban, Svédországban rendezték március 3. és március 4. között. Ez volt a 15. fedett pályás Eb. A férfiaknál 12, a nőknél 10 versenyszám volt, ekkor került ki a programból először a gyaloglás. 60 méteres gátfutásban Bakos György ezüstérmet, hármasugrásban Bakosi Béla bronzérmet szerzett.

## A magyar sportolók eredményei
Magyarország az Európa-bajnokságon 2 sportolóval képviseltette magát.
Érmesek
| Érem  | Versenyző    | Versenyszám | Dátum      |
| ----- | ------------ | ----------- | ---------- |
| Ezüst | Bakos György | 60 m gát    | március 4. |
| Bronz | Bakosi Béla  | Hármasugrás | március 3. |

## Éremtáblázat
(A táblázatban Magyarország eltérő háttérszínnel van kiemelve.)
| Helyezés | Nemzet         | Arany | Ezüst | Bronz | Összesen |
| 1.       | Csehszlovákia  | 6     | 2     | 2     | 10       |
| 2.       | Szovjetunió    | 4     | 2     | 3     | 9        |
| 3.       | NSZK           | 4     | 2     | 2     | 8        |
| 4.       | Nagy-Britannia | 2     | 1     | 1     | 4        |
| 5.       | Lengyelország  | 2     | 0     | 1     | 3        |
| 6.       | Olaszország    | 1     | 4     | 3     | 8        |
| 7.       | Franciaország  | 1     | 4     | 1     | 6        |
| 8.       | Svájc          | 1     | 2     | 1     | 4        |
| 9.       | Románia        | 1     | 1     | 1     | 3        |
| 10.      | Bulgária       | 0     | 1     | 2     | 3        |
| 11.      | Hollandia      | 0     | 1     | 1     | 2        |
| 11.      | Magyarország   | 0     | 1     | 1     | 2        |
| 11.      | NDK            | 0     | 1     | 1     | 2        |
| 14.      | Belgium        | 0     | 0     | 1     | 1        |

## Érmesek
- WR – világrekord
- CR – Európa-bajnoki rekord
- AR – kontinens rekord
- NR – országos rekord
- PB – egyéni rekord
- WL – az adott évben aktuálisan a világ legjobb eredménye
- SB – az adott évben aktuálisan az egyéni legjobb eredmény

### Férfi
| Versenyszám | Arany                             | Arany   | Ezüst                             | Ezüst   | Bronz                            | Bronz   |
| ----------- | --------------------------------- | ------- | --------------------------------- | ------- | -------------------------------- | ------- |
| 60 m        | Christian Haas · NSZK             | 6,68    | Antonio Ullo · Olaszország        | 6,68    | Ronald Desruelles · Belgium      | 6,69    |
| 200 m       | Aleksandr Yevgenyev · Szovjetunió | 20,98   | Ade Mafe · Nagy-Britannia         | 21,34   | Giovanni Bongiorni · Olaszország | 21,48   |
| 400 m       | Sergey Lovachov · Szovjetunió     | 46,72   | Roberto Tozzi · Olaszország       | 47,01   | Didier Dubois · Franciaország    | 47,29   |
| 800 m       | Donato Sabia · Olaszország        | 1:48,05 | André Lavie · Franciaország       | 1:48,35 | Phil Norgate · Nagy-Britannia    | 1:48,39 |
| 1500 m      | Peter Wirz · Svájc                | 3:41,35 | Riccardo Materazzi · Olaszország  | 3:41,57 | Thomas Wessinghage · NSZK        | 3:41,75 |
| 3000 m      | Lubomír Tesáček · Csehszlovákia   | 7:53,16 | Markus Ryffel · Svájc             | 7:53,61 | Karl Fleschen · NSZK             | 7:54,45 |
| 60 m gát    | Romuald Giegiel · Lengyelország   | 7,62    | Bakos György · Magyarország       | 7,75    | Jiří Hudec · Csehszlovákia       | 7,77    |
| Magasugrás  | Dietmar Mögenburg · NSZK          | 2,33    | Carlo Thränhardt · NSZK           | 2,30    | Roland Dalhäuser · Svájc         | 2,30    |
| Rúdugrás    | Thierry Vigneron · Franciaország  | 5,85    | Pierre Quinon · Franciaország     | 5,75    | Aleksandr Krupskiy · Szovjetunió | 5,60    |
| Távolugrás  | Jan Leitner · Csehszlovákia       | 7,96    | Mathias Koch · NDK                | 7,91    | Robert Emmiyan · Szovjetunió     | 7,89    |
| Hármasugrás | Grigoriy Yemets · Szovjetunió     | 17,33   | Vlastimil Mařinec · Csehszlovákia | 17,16   | Bakosi Béla · Magyarország       | 17,15   |
| Súlylökés   | Jānis Bojārs · Szovjetunió        | 20,84   | Werner Günthör · Svájc            | 20,33   | Alessandro Andrei · Olaszország  | 20,32   |

### Női
| Versenyszám | Arany                                 | Arany   | Ezüst                                  | Ezüst   | Bronz                            | Bronz   |
| ----------- | ------------------------------------- | ------- | -------------------------------------- | ------- | -------------------------------- | ------- |
| 60 m        | Beverly Kinch · Nagy-Britannia        | 7,16    | Anelia Nuneva · Bulgária               | 7,23    | Nelli Cooman · Hollandia         | 7,23    |
| 200 m       | Jarmila Kratochvílová · Csehszlovákia | 23,02   | Marie-Christine Cazier · Franciaország | 23,68   | Olga Antonova · Szovjetunió      | 23,80   |
| 400 m       | Taťána Kocembová · Csehszlovákia      | 49,97   | Erica Rossi · Olaszország              | 52,37   | Rositsa Stamenova · Bulgária     | 52,41   |
| 800 m       | Milena Matejkovičová · Csehszlovákia  | 1:59,52 | Doina Melinte · Románia                | 1:59,81 | Cristieana Cojocaru · Románia    | 2:01,24 |
| 1500 m      | Fiţa Lovin · Románia                  | 4:10,03 | Elly van Hulst · Hollandia             | 4:11,09 | Sandra Gasser · Svájc            | 4:11,70 |
| 3000 m      | Brigitte Kraus · NSZK                 | 9:12,07 | Tatyana Pozdnyakova · Szovjetunió      | 9:15,04 | Ivana Kleinová · Csehszlovákia   | 9:15,71 |
| 60 m gát    | Lucyna Kałek · Lengyelország          | 7,96    | Vera Akimova · Szovjetunió             | 7,99    | Jordanka Donkova · Bulgária      | 8,09    |
| Magasugrás  | Ulrike Meyfarth · NSZK                | 1,95    | Maryse Ewanjé-Epée · Franciaország     | 1,95    | Danuta Bułkowska · Lengyelország | 1,95    |
| Távolugrás  | Sue Hearnshaw · Nagy-Britannia        | 6,70    | Eva Murková · Csehszlovákia            | 6,55    | Stefania Lazzaroni · Olaszország | 6,08    |
| Súlylökés   | Helena Fibingerová · Csehszlovákia    | 20,34   | Claudia Losch · NSZK                   | 20,23   | Heidi Krieger · NDK              | 20,18   |